# Квейл-Крік (Техас)
Квейл-Крік (англ. Quail Creek) — переписна місцевість (CDP) в США, в окрузі Вікторія штату Техас. Населення — 1800 осіб (2020).

## Географія
Квейл-Крік розташований за координатами 28°46′38″ пн. ш. 97°5′5″ зх. д. / 28.77722° пн. ш. 97.08472° зх. д. (28.777323, -97.084815).  За даними Бюро перепису населення США в 2010 році переписна місцевість мала площу 7,98 км², уся площа — суходіл.

## Демографія
Згідно з переписом 2010 року, у переписній місцевості мешкало 1628 осіб у 566 домогосподарствах у складі 477 родин. Густота населення становила 204 особи/км².  Було 590 помешкань (74/км²).
Расовий склад населення:
| - 87,0 % — білих - 4,2 % — чорних або афроамериканців - 0,4 % — корінних американців - 0,2 % — азіатів - 7,3 % — осіб інших рас |

До двох чи більше рас належало 0,9 %. Частка іспаномовних становила 32,1 % від усіх жителів.
За віковим діапазоном населення розподілялося таким чином: 26,9 % — особи молодші 18 років, 63,9 % — особи у віці 18—64 років, 9,2 % — особи у віці 65 років та старші. Медіана віку мешканця становила 35,9 року. На 100 осіб жіночої статі у переписній місцевості припадало 100,2 чоловіків;  на 100 жінок у віці від 18 років та старших — 100,0 чоловіків також старших 18 років.
Середній дохід на одне домашнє господарство  становив 70 688 доларів США (медіана — 52 232), а середній дохід на одну сім'ю — 72 621 долар (медіана — 64 904). За межею бідності перебувало 6,8 % осіб, у тому числі 0,0 % дітей у віці до 18 років та 0,0 % осіб у віці 65 років та старших.
Цивільне працевлаштоване населення становило 833 особи. Основні галузі зайнятості: освіта, охорона здоров'я та соціальна допомога — 20,9 %, виробництво — 16,1 %, роздрібна торгівля — 13,2 %, будівництво — 12,6 %.